# Maison Blanchard à Picpus
Pour les articles homonymes, voir Blanchard et Picpus.
La Maison Blanchard à Picpus est une maison de santé parisienne utilisée comme prison lors de la Révolution française. 

## Historique
Un certain Riedain loua les quelque trois hectares de jardin aux longues allées ombreuses qui se croisaient à angle droit. Ce jardin était planté d'arbres fruitiers et doté d'une grotte que les religieuses avaient transformée en chapelle. Les bâtiments du couvent des religieuses (des chanoinesses) s'élevaient à une des extrémités du vaste enclos en bordure de la rue de Picpus. Riedain profita de la mode des maisons de santé, dont le docteur Jacques Belhomme avait lancé la formule, qui permettaient à de riches pensionnaires d'échapper ainsi à la guillotine. Le bon air de cet endroit justifiait qu'on y crée des établissements de ce type. Ce fut un citoyen, Eugène Coignard, qui se porta candidat. Il eut tôt fait d'afficher complet. Jacques Belhomme fut d'ailleurs un de ses pensionnaires, car les abus qu'il avait commis dans la gestion de son propre établissement (Pension Belhomme) lui avaient attiré les foudres de la justice qui marqua quelque mansuétude à son égard.
Alfred Fierro indique que cette maison de santé destinée aux aliénés et qui servit de « prison » de 1792 à 1794 se situait précisément au 10, rue de Picpus, face au lycée Arago, et qu'elle ne disparut qu'en 1912.